# EnVision環境保全事務所
特定非営利活動法人EnVision環境保全事務所（えんびじょんかんきょうほぜんじむしょ： EnVision Conservation Office）は、北海道札幌市に事務局を置く特定非営利活動法人である。

## 沿革
1997年に任意団体EnVisionとして始まり、2004年5月に特定非営利活動法人として設立された。団体名のEnVisionとは、Environment（環境）とVision（展望）を組み合わせた造語である。

## 活動
行政、企業、研究機関、市民団体、個人など多様な主体のネットワークを形成し、情報や技術を共有することで新しい展望を開拓することを目的としている。主に自然環境に関する事業に取り組んでいるが、具体的な活動内容は多岐にわたる。
主な活動事例
- 地域の自然環境保全
  - 釧路自然再生プロジェクト
  - サロベツ自然再生事業
- 野生動物の調査研究
  - エゾシカやヒグマなど野生動物に関する基礎的な生態調査（分布・行動など）
  - 北海道における外来種アライグマの防除[2]
  - 市街地に侵入する野生動物対策[3]
- 情報整理やデータベース開発
- 環境教育

2007年にはESRIによって優れたGISの活動を行った団体・企業に送られるSAG賞を受賞した。